# بوريس ألكسندر كروكوف
بوريس ألكسندر كروكوف (1898-1983) (بالإنجليزية: Boris Alexander Krukoff)‏ هو عالم نبات أمريكي.